# Cercomacroides
Cercomacroides és un gènere d'ocells de la família dels tamnofílids (Thamnophilidae).

## Taxonomia
Segons la Classificació del Congrés Ornitològic Internacional (versió 10.2, 2020) aquest gènere està format per 6 espècies:
- Cercomacroides nigrescens - formiguer negrós.
- Cercomacroides fuscicauda - formiguer riberenc.
- Cercomacroides laeta - formiguer de Willis.
- Cercomacroides parkeri - formiguer de Parker.
- Cercomacroides tyrannina - formiguer argentat.
- Cercomacroides serva - formiguer negre.